# Col des Aravis
Der Col des Aravis ist ein Pass über die Aravis-Gebirgskette in den französischen Voralpen. Der nordwestliche Teil der Passstraße liegt im Département Haute-Savoie (Hochsavoyen) und der südöstliche Teil im Département Savoie (Savoyen). Über den Pass führt die Straße D909, die im Winter nicht immer offengehalten wird. Sie verbindet die beiden Städte Annecy und Chamonix. Auf der westlichen Seite unweit der Passhöhe ist der Wintersportort La Clusaz und auf der anderen Seite im Osten der Wintersportort La Giettaz. Die Tour de France ging wiederholt über den Pass. Die Passstraße ist eingebunden in die Route des Grandes Alpes, die vom Genfersee über 16 Pässe in den französischen Alpen bis zum Mittelmeer führt.

## Beschreibung
Der Col des Aravis ist der niedrigste Pass der Aravis-Gebirgskette. Der Anstieg ist von beiden Seiten mit im Durchschnitt rund 5,0 % moderat. In der Spitze beträgt die Steigung auf der südöstlichen Anfahrt von Flumet 11 % und 8 % auf der entgegengesetzten Seite. Der Pass ist in der Urlaubszeit bei Autotouristen, Motorradfahrern und Fahrradfahrern beliebt. Beeindruckend ist der Blick auf das östlich vom Pass liegende Mont-Blanc-Massiv.

## Tour de France
Der Col des Aravis wurde erstmals im Jahr 1911 auf der 5. Etappe überquert, die als die erste „Alpen-Etappe“ gilt. Mit den Befahrungen des Col Bayard (im Jahr 1905) und Col de Porte (im Jahr 1907) führten jedoch bereits frühere Austragungen über Alpenpässe, die über der Grenze von 1000 Metern Seehöhe lagen. Die erste Etappe über den Col des Aravis war 366 Kilometer lang und führte von Chamonix über die Ostauffahrt des Passes, ehe es über den höheren Col du Galibier (2642 m) nach Grenoble ging. Im Folgejahr wurde die Etappe erneut ausgetragen.
Ab dem Jahr 1913 wurde die Tour de France gegen den Uhrzeigersinn absolviert. Nun stellte der Col des Aravis die Schlusssteigung auf dem Weg nach Genf dar und wurde nach dem Col du Galibier passiert. Die Etappe wurde auch im Jahr 1914 ausgetragen, ehe der Erste Weltkrieg zu einer vierjährigen Pause der Tour de France führte. Nach der Wiederaufnahme des Rennens im Jahr 1919 blieb die Kombination aus Col du Galibier und Col des Aravis bis ins Jahr 1930 ein fixer Bestandteil der Frankreich-Rundfahrt, wobei sich die Start- und Zielorte der finalen Alpen-Etappe mit Grenoble, Briançon bzw. Genf, Gex und Évian-les-Bains im Laufe der Jahre veränderten.
Bei der Tour de France 1931 wurde der Col des Aravis erstmals als einziger Pass einer Etappe überquert. Auf der Strecke von Aix-les-Bains nach Évian-les-Bains wurde erneut die Ostauffahrt von Flumet genutzt. Dies änderte sich zwei Jahre später als die Tour de France erneut im Uhrzeigersinn gefahren wurde. Nun führte das Rennen erstmals über die Ostauffahrt des Col des Aravis, ehe mit dem Col de Tamié (907 m) ein neuer Pass als Schlussanstieg diente. Die neue Pass-Kombination wurde bis ins Jahr 1937 befahren, bis die Frankreich-Rundfahrt im Jahr 1938 erneut ihre Fahrtrichtung änderte. Diese führte dazu, dass der Col des Aravis erstmalig seit dem Jahr 1911 nicht im Programm der Streckenführung aufschien.
Nachdem in den Jahren 1940 – 1946 der Zweite Weltkrieg eine weitere Pause der Tour de France bedingte, wurde der Col des Aravis im Jahr 1948 wieder auf einer Etappe von Aix-les-Bains nach Lausanne von der Westseite befahren. Da unterdessen die Bergwertung eingeführt worden war, wurde der Pass nun als Anstieg der 2. Kategorie klassifiziert. Der Col des Aravis hatte jedoch seinen Stellenwert der Vergangenheit verloren und wurde im Vergleich zu anderen Pässen seltener überquert. Ab dem Jahr 1947 führte die Tour de France 19 weitere Male über die Passhöhe, wobei die Ostauffahrt von Flumet mit 13 Befahrungen häufiger in Angriff genommen wurde. Bei den meisten Austragungen der Col des Aravis als Anstieg der 2. Kategorie klassifiziert. Die einzigen Ausnahmen waren 1975 und 2023 (3. Kategorie), sowie 1991 und zuletzt 2020 (1. Kategorie).
Auf der 15. Etappe der Tour de France 2023 wurde der Col des Aravis erstmals kurz nach dem nahegelegenen Col de la Croix Fry (1460 m) befahren. Im Anschluss wurden nur die letzten 4,5 Kilometer der Westauffahrt absolviert, sodass auf der Passhöhe nur eine Bergwertung auf der 3. Kategorie abgenommen wurde.
| Jahr | Etappe     | Bergwertung  | Erster am Gipfel    | Auffahrt                        |
| ---- | ---------- | ------------ | ------------------- | ------------------------------- |
| 1948 | 15. Etappe | 2. Kategorie | Gino Bartali        | West (Thônes)                   |
| 1955 | 08. Etappe | 2. Kategorie | Charly Gaul         | West (Saint-Pierre-en-Faucigny) |
| 1960 | 18. Etappe | 2. Kategorie | Fernando Manzanèque | Ost (Flumet)                    |
| 1968 | 19. Etappe | 2. Kategorie | Barry Hoban         | Ost (Flumet)                    |
| 1975 | 17. Etappe | 3. Kategorie | Lucien Van Impe     | Ost (Flumet)                    |
| 1980 | 18. Etappe | 2. Kategorie | Ludo Loos           | West (Saint-Jean-de-Sixt)       |
| 1982 | 17. Etappe | 2. Kategorie | Marino Lejaretta    | Ost (Flumet)                    |
| 1983 | 18. Etappe | 2. Kategorie | Jacques Michaud     | Ost (Flumet)                    |
| 1984 | 19. Etappe | 2. Kategorie | Robert Millar       | Ost (Flumet)                    |
| 1987 | 22. Etappe | 2. Kategorie | Eduardo Chozas Olmo | Ost (Flumet)                    |
| 1990 | 10. Etappe | 2. Kategorie | Thierry Claveyrolat | West (Saint-Jean-de-Sixt)       |
| 1991 | 18. Etappe | 1. Kategorie | Thierry Claveyrolat | Ost (Flumet)                    |
| 2000 | 16. Etappe | 2. Kategorie | Marco Pantani       | Ost (Flumet)                    |
| 2002 | 17. Etappe | 2. Kategorie | Mario Aerts         | Ost (Flumet)                    |
| 2006 | 17. Etappe | 2. Kategorie | Patrice Halgand     | Ost (Flumet)                    |
| 2010 | 09. Etappe | 2. Kategorie | Jérôme Pineau       | West (Saint-Jean-de-Sixt)       |
| 2016 | 20. Etappe | 2. Kategorie | Thomas De Gendt     | Ost (Flumet)                    |
| 2020 | 18. Etappe | 1. Kategorie | Richard Carapaz     | Ost (Flumet)                    |
| 2023 | 15. Etappe | 3. Kategorie | Marc Soler          | West (Les Étages)               |

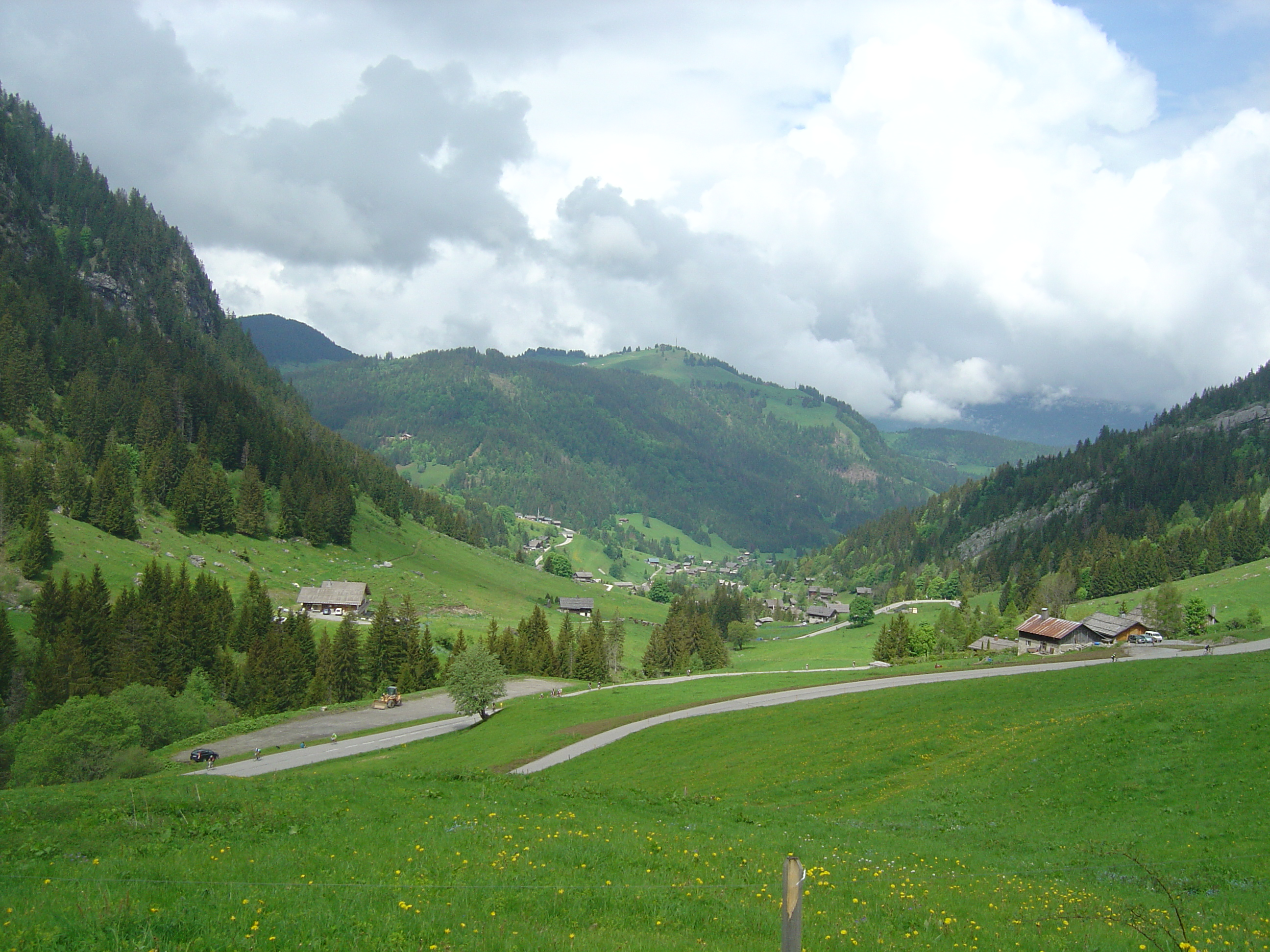
Serpentinen auf der nordwestlichen Seite
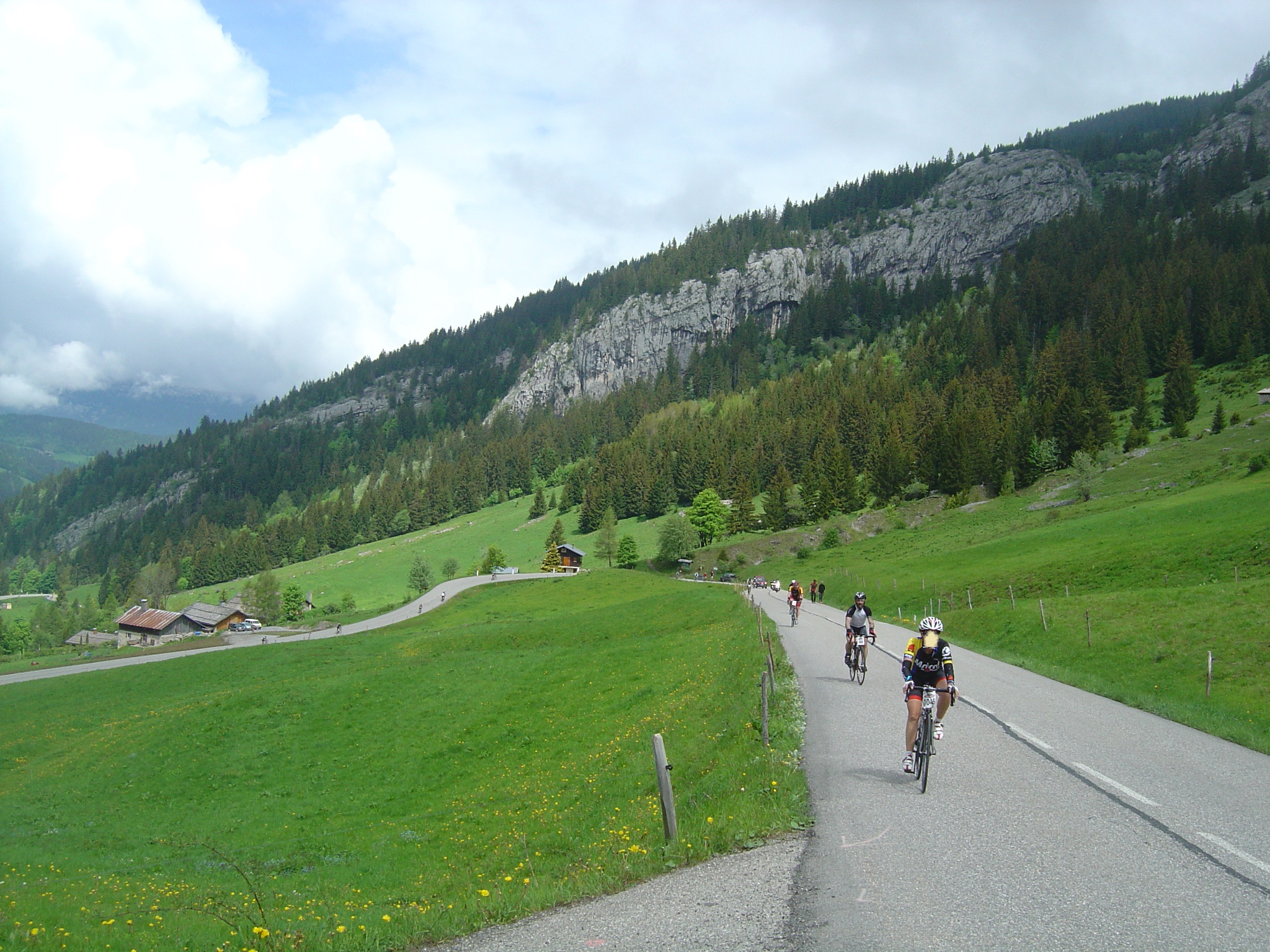
Letzter Anstieg von Nordwesten
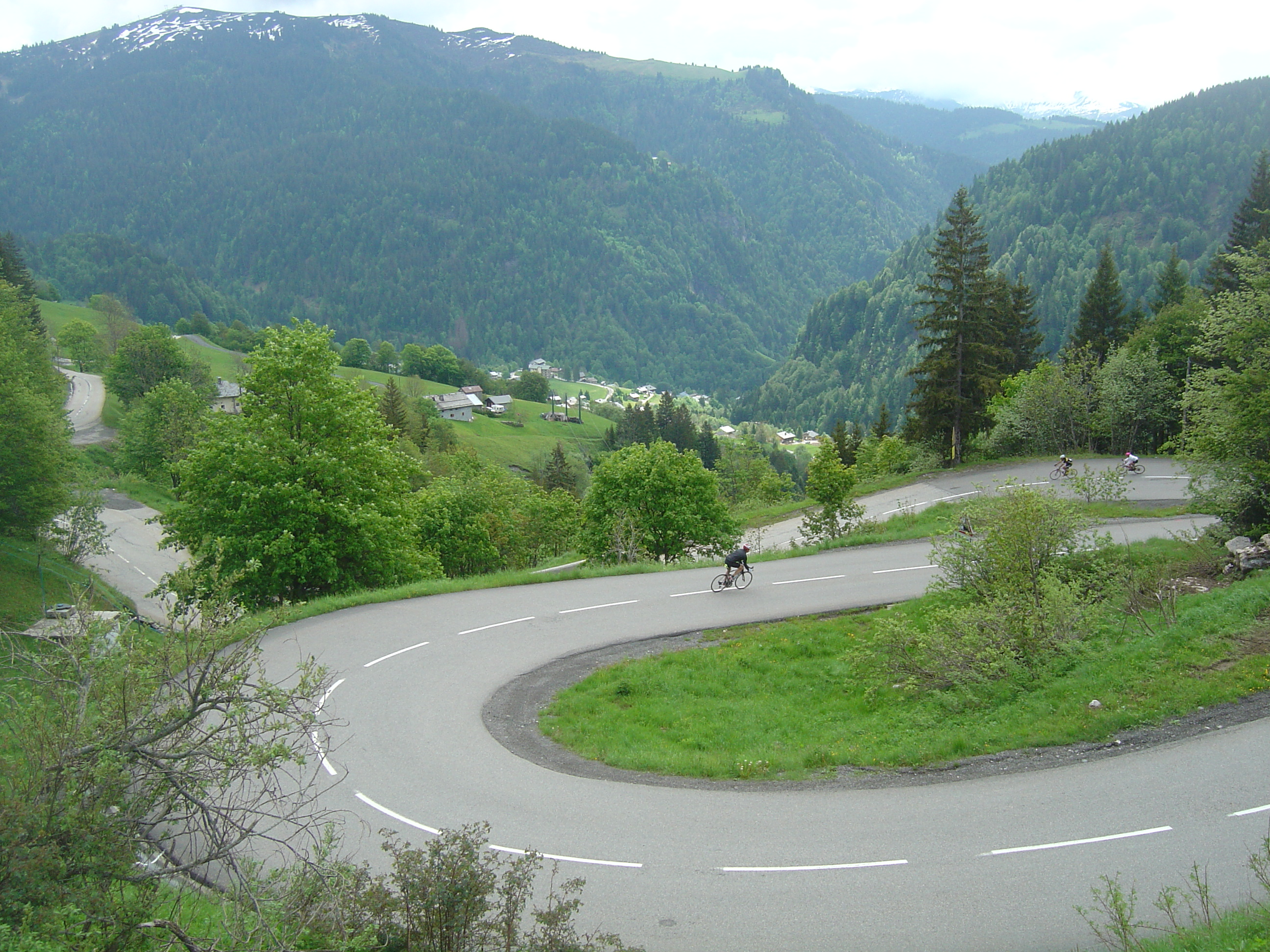
Anstieg von Südosten mit vielen Kehren
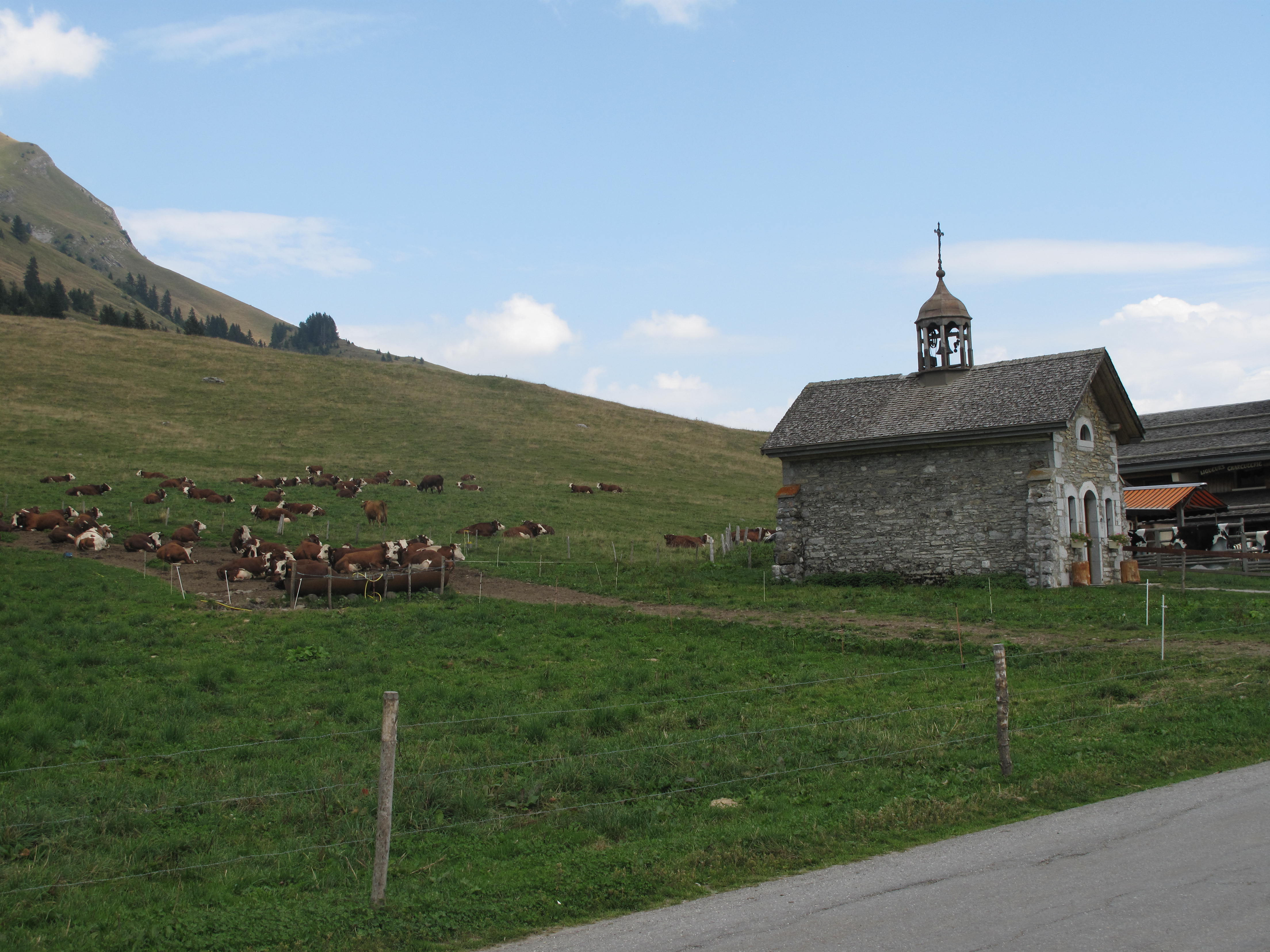
Kapelle Aravis auf der Passhöhe